# Meseta sur
La meseta sur o submeseta sur es una parte de la Meseta Central de la península ibérica, ubicada al sur del sistema Central, que la separa la meseta norte. 
Se extiende hasta Sierra Morena por el sur y hasta el sistema Ibérico por el este. La parte occidental está dividida en los valles del Tajo y del Guadiana por los Montes de Toledo. Comprende las comunidades autónomas de la Comunidad de Madrid, Castilla-La Mancha, Extremadura, una pequeña parte de Castilla y León y parte del sur de Portugal.
Es más árida y de menor altitud que la submeseta Norte. Tiene un clima mediterráneo continentalizado: grandes oscilaciones térmicas entre las horas del día, así como inviernos fríos y veranos muy cálidos. Su peculiar paisaje, llano y desprovisto de vegetación ha dado lugar a la imagen tradicional de la España interior.
La Meseta Sur representa una de las áreas agrícolas de secano más importantes de España. La economía de la zona, exceptuando la ciudad de Madrid, gira en torno a la agricultura y a la ganadería.

## Geografía
La mayor unidad geográfica de la Meseta Sur es la llanura de La Mancha, una gran comarca natural que se extiende por buena parte de las provincias de Ciudad Real, Albacete, Toledo y Cuenca. Asimismo, también incluye Extremadura y parte de Portugal.

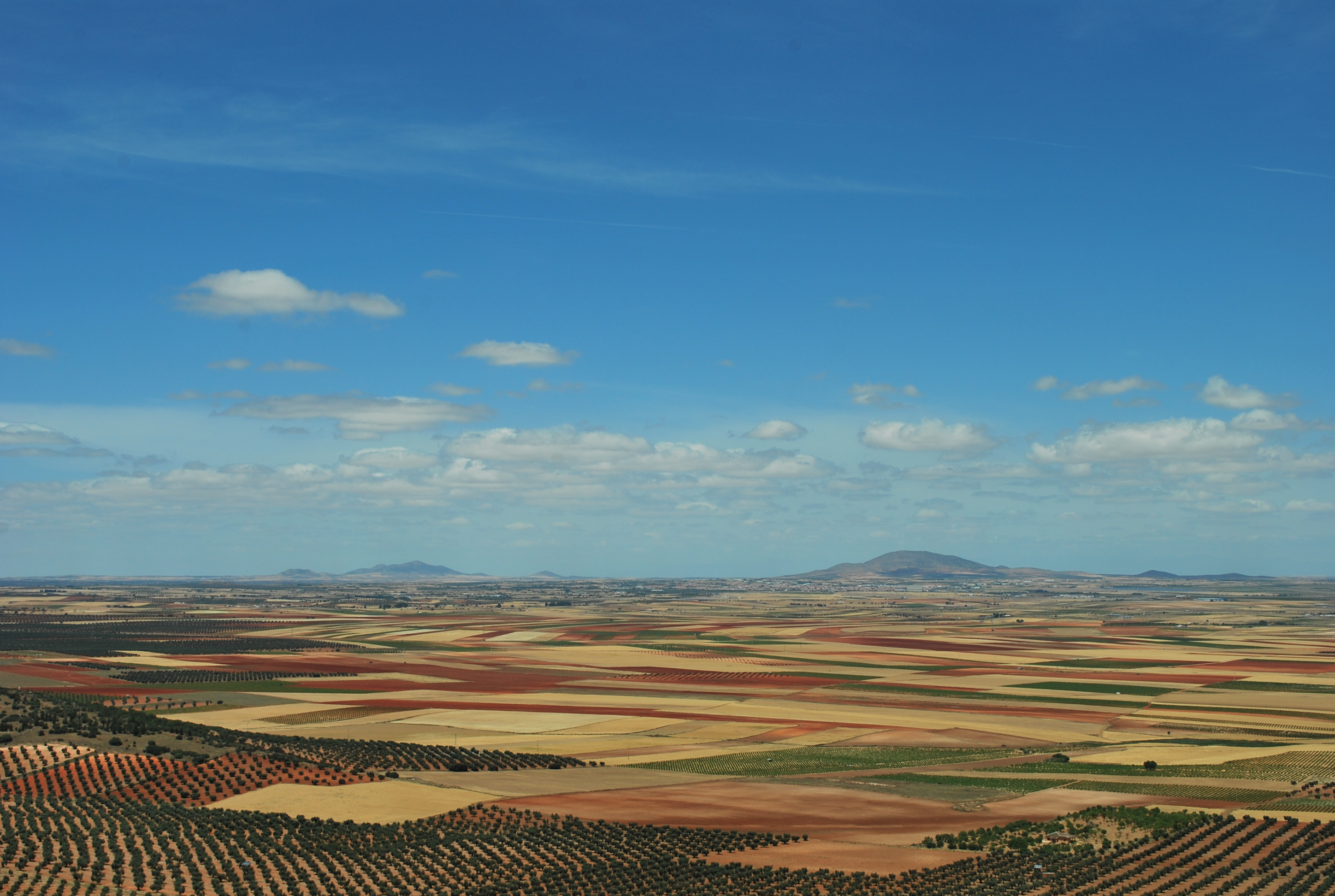
Vista de la meseta en Los Yébenes

Asimismo también existen otras demarcaciones como La Alcarria, que abarca parte de las provincias de Guadalajara y Cuenca, con una altitud en torno a los 1000 m s. n. m.; la zona llana de la Comunidad de Madrid, las Tierras de Talavera y Extremadura.

### Geomorfología
La Meseta Sur constituye una extensa altiplanicie, básicamente llana, con una altitud media situada entre los 600 y los 700 m s. n. m., formada por sedimentos miocenos, principalmente calizos y margosos, pero también arcillosos, y conglomeráticos de los glacis plio-cuaternarios, que forman algunos cerros testigos y recubren el zócalo paleozoico de cuarcitas y filitas, visible en el valle de Alcudia, además de las rañas pleistocenas sobre las coladas volcánicas del Campo de Calatrava, hacia el oeste.
Al sureste, en cambio, cabe destacar el sistema mesozoico carbonatado-margoso del campo de Montiel y la sierra de Alcaraz. La sierra de Alcaraz, históricamente vinculada a La Mancha, presenta en cambio fuertes desniveles y elevadas altitudes, siendo su mayor pico el de Almenaras, con 1798 m s. n. m.

### Hidrografía
La Meseta Sur se encuentra dividida entre las cuencas del Tajo y Guadiana por la vertiente atlántica; y las cuencas del Júcar y el Segura por la vertiente mediterránea.
Los principales ríos que bañan la Meseta, además de Tajo, Guadiana y Júcar, son los afluentes de estos. Destacan el Jarama y Henares, afluentes del Tajo por su margen derecha, el Gigüela, afluente del Guadiana por la margen derecha, sus afluentes, el Riansares y el Záncara, y el afluente de este último, el río Córcoles. Por la margen izquierda del Guadiana, destacan los ríos Azuer y Jabalón. Y debe destacarse también al Cabriel, afluente del Júcar por la margen izquierda.
A pesar del clima árido y seco de la Meseta Sur también existen importantes humedales, de entre los que sobresalen las Tablas de Daimiel (declarado parque nacional) y las Lagunas de Ruidera (declarado parque natural), ambos en el Guadiana, y muy importantes para una amplia avifauna. Son también muy importantes para la fauna el Parque Nacional de Cabañeros (entre las provincias de Ciudad Real y Toledo), el Parque Nacional de Monfragüe (en la Provincia de Cáceres), el Parque Regional del Sureste (en la Comunidad de Madrid), la laguna de Manjavacas y algunos embalses importantes como el de Cíjara, Buendía o Santillana. 

### Clima

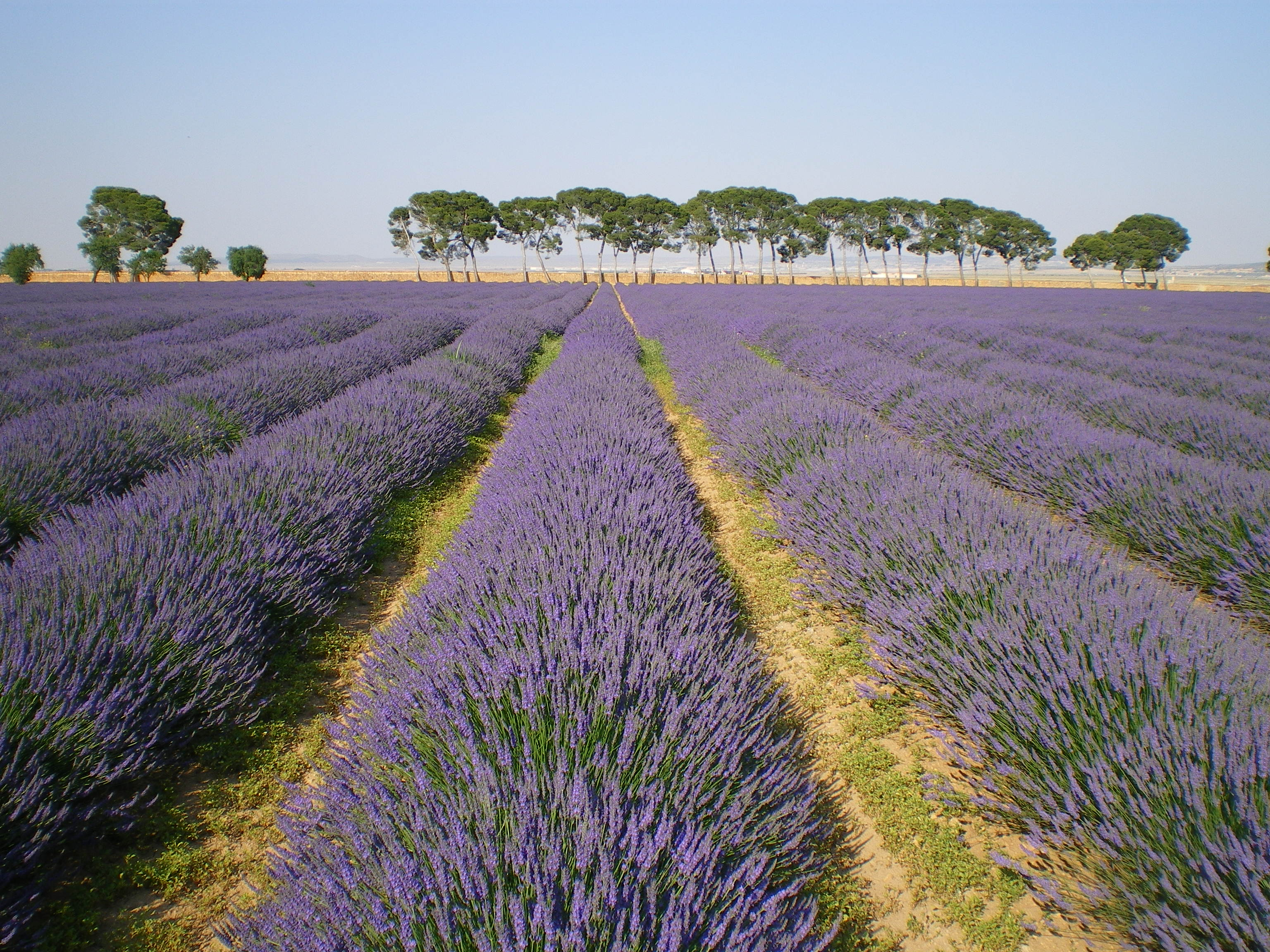
Campos de lavanda en la Dehesa de Los Llanos, provincia de Albacete

La Meseta Sur presenta un clima mediterráneo continentalizado. Los factores más significativos en este aspecto son: inviernos rigurosos, veranos cálidos e incluso muy cálidos en algunas regiones, sequía estival, irregularidad en las precipitaciones, fuertes oscilaciones térmicas y notable aridez. Estos rasgos son resultado de las interrelaciones entre unos factores geográficos y otros dinámicos como son la latitud, la situación de la región dentro de la Península, la disposición del relieve y la altitud.
Las temperaturas son muy extremas debido al efecto de la continentalidad, la amplitud térmica anual (diferencia entre la temperatura media del mes más frío y la del mes más caluroso) es muy elevada, normalmente entre 18 y 20 °C. En julio la temperatura media mensual se sitúa por encima de los 22 °C en la mayor parte de la región. En algunas regiones la temperatura media mensual en verano puede superar los 25 °C, como en Toledo, Ciudad Real y Albacete.
Los inviernos, sin embargo, son fríos, con una temperatura media del mes de enero que se sitúa incluso por debajo de 4 °C en ciertas zonas (Belmonte 3,4 °C), y las heladas son frecuentes en invierno e incluso a principios de primavera y finales de otoño.
Las precipitaciones se sitúan entre los 300 y 400 mm anuales, siendo estas más frecuentes en primavera y otoño, y muy escasas en verano. La aridez es muy notable y por todo ello, la mayor parte de la Meseta Sur puede incluirse en la llamada "España seca".

## Véase también

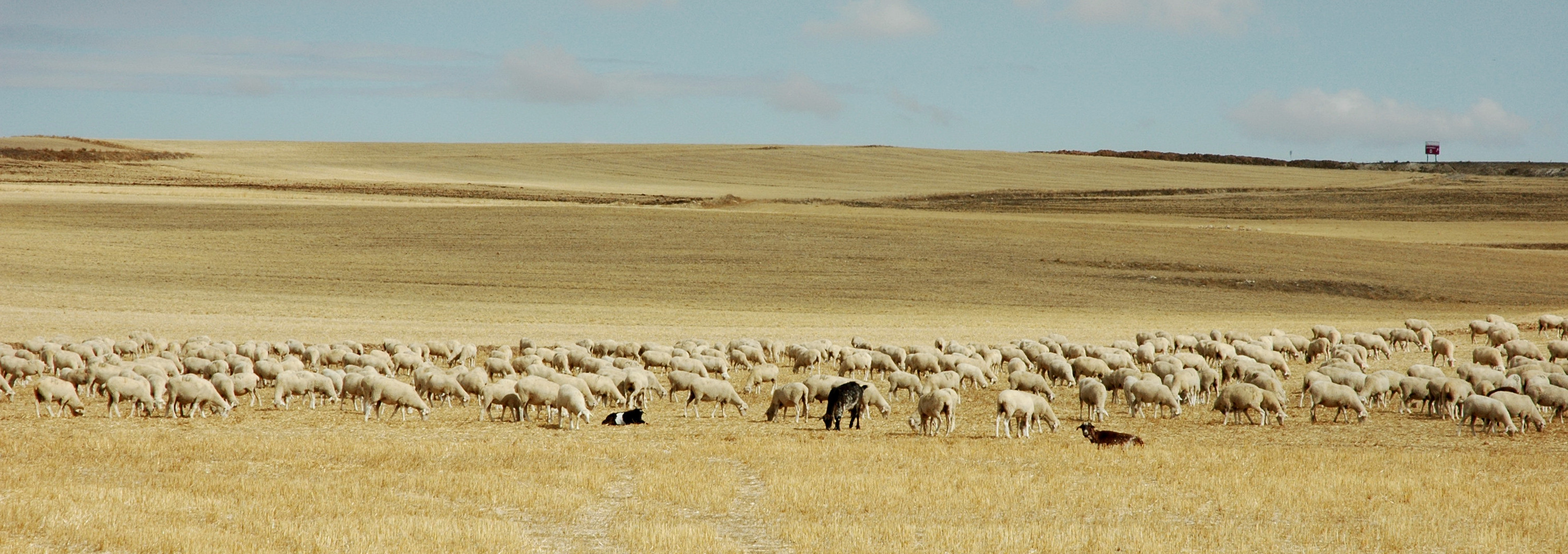
Llanuras de La Mancha en la Meseta Sur